# Małgorzata Sacha
Małgorzata Sacha – polska religioznawczyni, doktor habilitowany nauk humanistycznych, nauczyciel akademicki Instytutu Religioznawstwa Uniwersytetu Jagiellońskiego, specjalistka w zakresie fenomenologii religii, religii Indii i gender studies.

## Życiorys
W 1996 na podstawie napisanej pod kierunkiem Haliny Grzymała-Moszczyńskiej rozprawy pt. Światło w doktrynie i praktykach Siddha Jogi otrzymała na Wydziale Filozoficznym Uniwersytetu Jagiellońskiego stopień naukowy doktora nauk humanistycznych dyscyplina filozofia specjalność filozofia religii. Tam też uzyskała w 2012 stopień doktora habilitowanego nauk humanistycznych w dyscyplinie religioznawstwo.
Została adiunktem w Instytucie Religioznawstwa Wydziału Filozoficznego Uniwersytetu Jagiellońskiego.
Opublikowała m.in. książkę pt. Tam, gdzie pustka staje się światłem. Symbol światła w doktrynie i praktykach siddhajogi, Kraków 1999.